# Dritan Demiraj
Dritan Demiraj (ur. 24 maja 1969 w Tiranie) – pułkownik Albańskich Sił Zbrojnych, ma tytuł doktora w zakresie bezpieczeństwa narodowego, obrony, bezpieczeństwa i antyterroryzmu, autor i wydawca ponad 30 książek. W 2017 roku był ministrem spraw wewnętrznych Albanii.

## Życiorys
Jest absolwentem uczelni wojskowych w Albanii, Niemczech i Stanach Zjednoczonych. Ukończył również za granicą ponad 40 kursów zawodowych w zakresie operacji specjalnych i zwalczania terroryzmu.
Podczas misji w Afganistanie był jednym z dowódców Międzynarodowych Sił Wsparcia Bezpieczeństwa (ISAF).
Od maja do września 2017 roku pełnił funkcję ministra spraw wewnętrznych Albanii.
Od maja 2018 jest wykładowcą na jednej z wojskowych uczelni w Stanach Zjednoczonych.
Poza ojczystem językiem albańskim zna także niemiecki, włoski i angielski.

## Książki[3]
- Karate (1996)
- Kick-Boxing (1997)
- Tai-Jitsu (1998)
- Xhudo (1999)
- Taktikat e Forcave Speciale, Pjesa e pare (2001)
- Taktikat e Forcave Speciale, Pjesa e trete (2004)
- Manuali i Kunder snajperit (2005)
- Manuali i Snajperit (2005)
- Manuali i Luftimit ne Qendra te Banuara (2006)
- Manuali i Mbijeteses me Luftim (2006)
- Operacionet Speciale ne Ndertesa (2007)
- Operacionet Speciale në Mjete të Lëvizshme (Anije, Aeroplanë, Trena, Makina, Autobuzë, etj) (2008)
- Operacionet Speciale Alpine (2009)
- Special Forces Tactics Manual Part 1 and Part 2 (2009)
- Taktikat e Forcave Speciale (2009)
- Enciklopedia e Luftimit te Mbijeteses (2010)
- Manuali i Planizimit të Grupimit të Forcave Speciale (2011)
- Encyclopaedia of Executive Protection (2012)
- Islamic Terrorist Groups TTPs (2012)
- Doctrine for Albanian Special Operations Forces (2013)
- Afghanistan-A Difficult Peace (2014)
- Albanian SOCC Planning and Special Forces SOTG Planning Manual (2014)
- Through the Labyrinths of the Islamic State (2015)
- Army’s Caliphates of Terror-Strategy and Tactics (2016)
- Forcat Speciale dhe Lufta Asimetrike (2016)
- Special Forces in Assymetric Warfare (2016)
- The Rise and the Fall of the Islamic State (2017)
- Hezbollah - Tactics and Stategy (2018)
- Xhihadi në Ballkanin Perëndimor (2018)
- Jihad in the Western Balkans (2019)
- Al-Qaeda. Three Decades of Terror (2020)
- Al-Qaeda-Struktura, Strategjia dhe Sulmet Terroriste të 10 Komandave Strategjike te saj në Botë (2020)

## Odznaczenia
Demiraj jest odznaczony ponad 50 medalami, między innymi są to medale za osiągnięcia sportowe (w dziedzinie karate i kickboxingu) oraz za zasługi wojskowe. Otrzymał między innymi belgijski Order Leopolda i albański Order Nderi i Kombit